# Christophe Peignois
 (avril 2020).
Si vous disposez d'ouvrages ou d'articles de référence ou si vous connaissez des sites web de qualité traitant du thème abordé ici, merci de compléter l'article en donnant les références utiles à sa vérifiabilité et en les liant à la section « Notes et références ».
Christophe Peignois, né le 11 mars 1977 à Ottignies-Louvain-la-Neuve en Belgique, est un archer qui a fait partie de l'équipe nationale belge de tir à l'arc de 1992 à 2002. Il est devenu vice-champion du monde à Victoria en 1997 et a atteint la première place au classement mondial en 1998.

## Palmarès
- Championnats du monde
  -  Médaille d'argent en individuel aux championnats du monde de 1997 à Victoria,  Canada

- Tournois internationaux
  -  Médaille d'or en individuel au Xe Golden Arrow Grand Prix (1997) à Antalya,  Turquie
  -  Médaille d'or en individuel au Grand Prix Golden Cupolas (1997) à Moscou,  Russie
  -  Médaille d'argent en individuel à l'Arizona Cup (1998) à Tucson,  États-Unis

- Championnats du monde de tir à l'arc universitaire
  -  Médaille de bronze en équipe aux championnats du monde 1996 à Vaulx-en-Velin,  France
  -  Médaille d'or en équipe aux Championnats du monde 2000 à Madrid,  Espagne